# Campionati mondiali di netball
I campionati mondiali di netball sono una competizione internazionale quadriennale coordinata dalla Federazione Internazionale Netball (l'acronimo inglese IFNA sta per International Federation of Netball Associations) e inaugurata nel 1963. Sin dalla sua fondazione la competizione è stata dominata soprattutto dalle squadre nazionali di Australia e Nuova Zelanda. Il torneo del 2015 è stato quello di Sydney, vinto dall'Australia. Il successivo si è tenuto dal 12 al 21 luglio 2019 in Inghilterra.